# Alfonso Gutiérrez Gutiérrez
Alfonso Gutiérrez Gutiérrez   (Torrelavega, 17 de novembre de 1961) és un ciclista espanyol, ja retirat, que fou professional entre 1983 i 1994.
Destacat esprintador, durant la seva carrera esportiva aconseguí 228 victòries, 82 com a professional. Les més destacades foren tres etapes i la classificació per punts de la Volta a Espanya i el Campionat d'Espanya en ruta de 1986. També guanyà diverses etapes en bona part de les curses espanyoles de mitjans de la dècada de 1980 com ara la Volta a Catalunya, la Setmana Catalana, la Volta a Aragó o la Volta a Andalusia.
Una vegada retirat va treballar com a enginyer de mines i posteriorment, i durant 25 anys com a visitador mèdic.

## Palmarès
- 1983
  - 1r al Gran Premi Pascuas
  - Vencedor d'una etapa de la Volta a Astúries
- 1984
  - 1r a la Clàssica de Sabiñánigo
  - 1r al Gran Premi de Llodio
  - 1r al Gran Premi de la vila de Vigo
  - Vencedor de 2 etapes de la Volta a Galícia
  - Vencedor de 2 etapes de la Volta a La Rioja
  - Vencedor d'una etapa de la Setmana Catalana
  - Vencedor d'una etapa de la Volta a Aragó
  - Vencedor d'una etapa de la Volta a Burgos
  - Vencedor d'una etapa de la Volta a Catalunya
- 1985
  - Vencedor de 2 etapes de la Volta a La Rioja
  - Vencedor d'una etapa de la Volta a Catalunya
- 1986
  -  Campió d'Espanya en ruta
  - 1r a la Volta a Castella i Lleó
  - Vencedor de 4 etapes de la Volta a Burgos
  - Vencedor d'una etapa de la París-Niça
  - Vencedor d'una etapa de la Volta a Espanya
- 1987
  - 1r a la Volta a Castella i Lleó
  - Vencedor d'una etapa de la Volta a Espanya i 1r de la classificació per punts 
  - Vencedor d'una etapa de la Volta a Andalusia
  - Vencedor d'una etapa de la Volta a La Rioja
- 1988
  - 1r a la Clàssica de Sabiñánigo
  - 1r a la Hucha de Oro
  - Vencedor d'una etapa de la Volta a Catalunya
  - Vencedor d'una etapa de la Volta a Burgos
  - Vencedor d'una etapa de la Volta a Andalusia
- 1990
  - 1r a la Volta a La Rioja i vencedor d'una etapa
  - Vencedor de 2 etapes de la Volta a Galícia
- 1991
  - Vencedor de 2 etapes de la Volta a Astúries
  - Vencedor d'una etapa de la Volta a Catalunya
  - Vencedor d'una etapa de la Setmana Catalana
  - Vencedor d'una etapa de la Volta a Galícia
- 1992
  - Vencedor d'una etapa de la Volta a Astúries
  - Vencedor de 2 etapes de la Challenge a Mallorca
- 1993
  - 1r a la Volta a Aragó
  - Vencedor d'una etapa de la Volta a Espanya
  - Vencedor d'una etapa de la Volta a Burgos
  - Vencedor d'una etapa de la Volta a Múrcia
  - Vencedor d'una etapa de la Volta a la Comunitat Valenciana
  - Vencedor d'una etapa de la Challenge a Mallorca
- 1994
  - Vencedor d'una etapa de la Challenge a Mallorca

### Resultats a la Volta a Espanya
- 1986. 103è de la classificació general. Vencedor d'una etapa
- 1987. 88è de la classificació general. Vencedor d'una etapa. 1r de la classificació per punts
- 1988. 73è de la classificació general
- 1990. 86è de la classificació general
- 1991. 84è de la classificació general
- 1992. 131è de la classificació general
- 1993. 89è de la classificació general. Vencedor d'una etapa

### Resultats al Tour de França
- 1986. Abandona (13a etapa)
- 1987. Abandona (3a etapa)
- 1988. Abandona (14a etapa)

### Resultats al Giro d'Itàlia
- 1993. Fora de control (1a etapa)